# I sonetti sacri di John Donne
I sonetti sacri di John Donne è un ciclo di canzoni composto nel 1945 da Benjamin Britten per voce di tenore o soprano e pianoforte, pubblicato come op. 35.

## Storia
Fu scritto per sé e per il suo compagno di vita, il tenore Peter Pears e la sua prima esecuzione fu data da loro alla Wigmore Hall di Londra il 22 novembre 1945. Britten iniziò a comporre il ciclo poco dopo la sua visita al Campo di concentramento di Bergen-Belsen, liberato, dove vide gli orrori del campo nazista e dove si esibì.
Il ciclo fu registrato per la Decca dagli artisti originali nel novembre 1967 a The Maltings, Snape con John Mordler come produttore e Kenneth Wilkinson come ingegnere.

## Struttura
Il ciclo si compone dell'ambientazione musicale di nove dei diciannove Holy Sonnets del poeta metafisico inglese John Donne (1572 - 1631). Le seguenti numerazioni sono quelle del manoscritto Westmoreland del 1620, la versione più completa di quei sonetti.
1. IV: "Oh my blacke Soule! now thou art summoned"
2. XIV: "Batter my heart, three person'd God"
3. III: "Oh might those sighes and teares return againe"
4. XIX: "Oh, to vex me, contraryes meet in one"
5. XIII: "What if this present were the world's last night?"
6. XVII: "Since she whom I lov'd hath pay'd her last debt"
7. VII: "At the round earth's imagined corners"
8. I: "Thou hast made me, and shall thy work decay?"
9. X: "Death be not proud"

La canzone conclusiva, "Death be not proud" (La morte non sia orgogliosa), è una passacaglia, una delle forme musicali preferite di Britten.